# إكس جابان
إكس جابان (باليابانية: エックス ジャパン) هي فرقة ميتال موسيقية يابانية أسست عام 1982 من قبل توشيميتسو دياما ويوشيكي هاياشي.

## أعضاءالفرقة
أعضاء سابقون
هيديتو ماتسوموتو(هيدي)قيثار رئيسي
تايجي ساوادا(تايجي)بايس قيثار
أعضاء حاليون
سوجيزو،قيثار رئيسي
إتشيزوكا توموكي (باتا)،قيثار ثانوي
يوشيكي هاياشي(يوشيكي)،الطبل
هيروشي موري (هيث)بايس قيثار
توشيميتسو داياما(توشي)،الغناء

## ألبوماتهم

### ألبومات مسجلة
| العنوان          | تاريخ الإصدار  | الملصق   | المركز في لائحة أوريكون اليابانية |
| ---------------- | -------------- | -------- | --------------------------------- |
| Vanishing Vision | 14 أبريل، 1988 | Extasy   | 19                                |
| Blue Blood       | 21 أبريل، 1989 | Ki/oon   | 6                                 |
| Jealousy         | 1 يونيو، 1991  | Ki/oon   | 1                                 |
| Art of Life      | 28 أغسطس 1993  | Atlantic | 1                                 |
| Dahlia           | 4 نوفمبر، 1996 | Atlantic | 1                                 |

## روابط خارجية
- إكس جابان على موقع IMDb (الإنجليزية)
- إكس جابان على موقع ميوزك برينز (الإنجليزية)
- إكس جابان على موقع أول ميوزيك (الإنجليزية)
- إكس جابان على موقع ديسكوغز (الإنجليزية)
- إكس جابان على موقع ANN person (الإنجليزية)